# Pădureni (okręg Giurgiu)
Pădureni – wieś w Rumunii, w okręgu Giurgiu, w gminie Buturugeni. W 2011 roku liczyła 1625 mieszkańców.